# Norðdepil
Norðdepil (IPA: [ˈnoːɹˌdeːpɪl], danska: Norddeble) är en ort på Färöarna, belägen på ön Borðoy i Hvannasunds kommun. Norðdepil ligger på öns östkust mittemot kommunens administrativa ort Hvannasund, på andra sidan sundet som skiljer dem åt. Norðdepil är en av Färöarnas yngsta orter och grundades av Poul Sivar Sivertsen 1866, som grundade förrättningen á Oyrini på platsen. 1895 öppnades skolan och mellan 1897 och 1912 fanns en valfångststation i byn. Norðdepil och Hvannasund har sedan 1963 haft landfast förbindelse via en vägdämning, och sedan 1967 har Norðdepil haft vägförbindelse till Klaksvík via två tunnlar. Längs östkusten av Borðoy finns en väg till den nordligaste orten Múli. Vid folkräkningen 2015 hade Norðdepil 157 invånare.
Mellan 1960 och 1990 fanns här fiskindustrin Frostvirkið som var ortens viktigaste arbetsgivare. Där packades och filéades fisk. 1990 drabbades fabriken av den ekonomiska krisen som drabbade hela Färöarna och fabriken fick stänga.

## Referenser

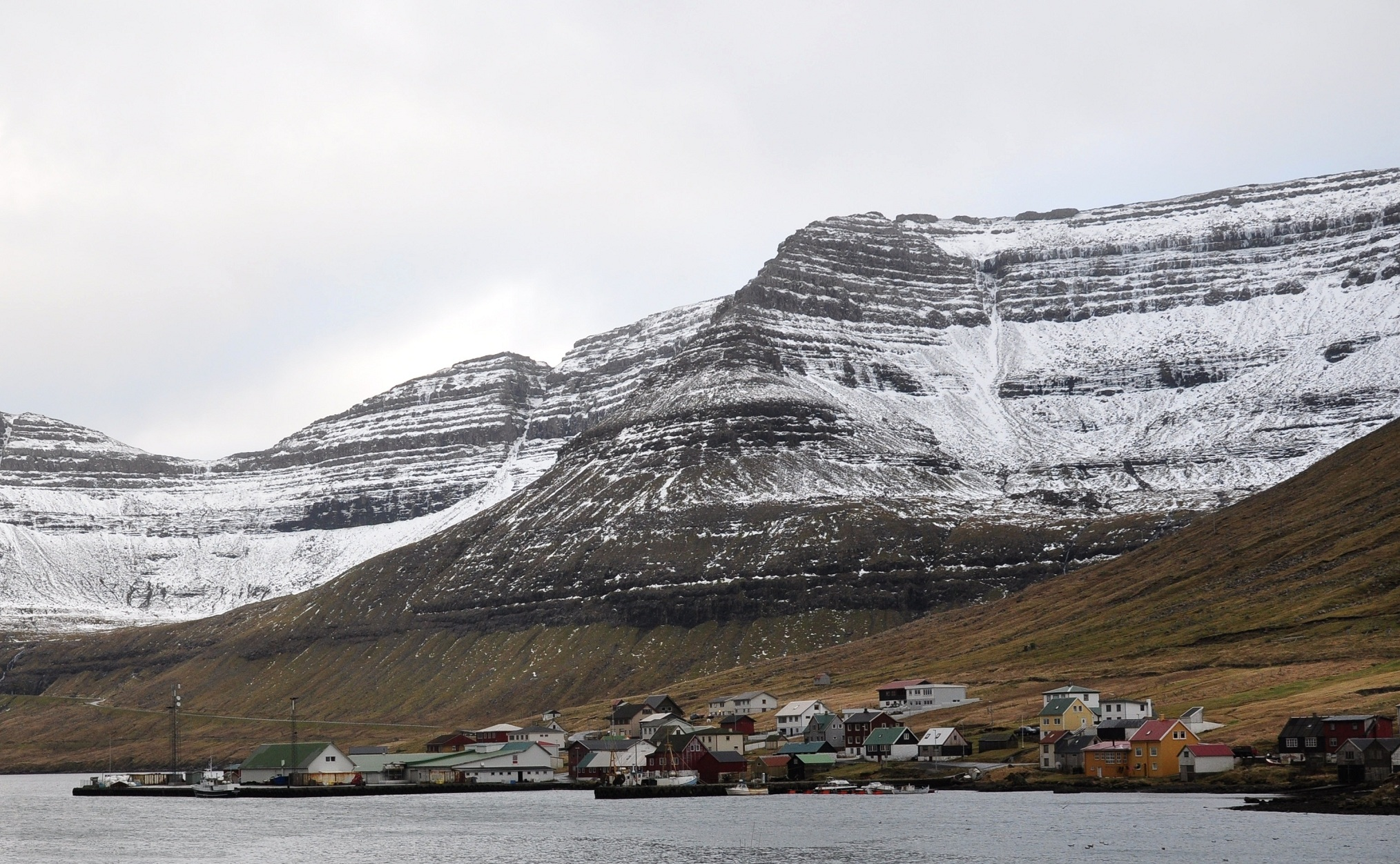
Norðdepil

## Befolkningsutveckling
| Befolkningsutvecklingen i Norðdepil 1985–2015 | Befolkningsutvecklingen i Norðdepil 1985–2015 | Befolkningsutvecklingen i Norðdepil 1985–2015 | Befolkningsutvecklingen i Norðdepil 1985–2015 | Befolkningsutvecklingen i Norðdepil 1985–2015 |
| --------------------------------------------- | --------------------------------------------- | --------------------------------------------- | --------------------------------------------- | --------------------------------------------- |
|                                               |                                               |                                               |                                               |                                               |
| År                                            |                                               |                                               | Folkmängd                                     |                                               |
| 1985                                          | 1985                                          |                                               | 182                                           |                                               |
| 1990                                          | 1990                                          |                                               | 193                                           |                                               |
| 1995                                          | 1995                                          |                                               | 157                                           |                                               |
| 2000                                          | 2000                                          |                                               | 163                                           |                                               |
| 2005                                          | 2005                                          |                                               | 161                                           |                                               |
| 2010                                          | 2010                                          |                                               | 173                                           |                                               |
| 2015                                          | 2015                                          |                                               | 157                                           |                                               |
|                                               |                                               |                                               |                                               |                                               |